# Прогрессивное христианство
Прогресси́вное христиа́нство (англ. Progressive Christianity) — форма христианства, которая характеризуется свободой в вопросе традиций, принятием человеческого разнообразия, где сильный акцент делается на социальной справедливости, заботе о бедных и угнетённых и об окружающей среде. Прогрессивные христиане имеют глубокую веру в то, что самой главной заповедью, согласно учению Иисуса Христа, является заповедь «любите друг друга». Это убеждение приводит к ориентации на развитие таких ценностей, как сострадание, справедливость, милосердие, толерантность, часто путём политической активности. Хотя это и заметное движение, оно отнюдь не единственное значительное движение прогрессивной мысли среди христиан США.

## Представители
- Джон Шелби Спонг
- Надя Больц-Вебер
- Карри, Майкл